# Antônio Francisco Soares
Antônio Francisco Soares foi militar e artista responsável pelos desenhos e carros alegóricos das festividades promovidas pelo vice-rei Luís de Vasconcelos e Sousa, no Rio de Janeiro em 1786. Foi um precursor do carnaval como se conhece hoje ao trazer inovações à criação cenográfica, teatral, arquitetônica e simbolista nos festejos de rua. Pouco se sabe sobre a sua biografia e é praticamente ignorado na bibliografia brasileira.

## Contexto histórico e artístico
Na primeira metade do século XVIII, em Portugal, o reinado de D. João V caracteriza-se pelo luxo, exterioridades, frivolidades, religiosidade católica, esbanjamentos e desregramentos morais. Com o uso do ouro das minas brasileira, são realizados eventos de gastos exorbitantes na metrópole. Tal tendência acaba transbordando ao Brasil, com festas cuja escala só é possível compreender e acreditar a partir de vestígios por registros bibliográficos e escritas da época. Durante o Brasil colonial do século XXVIII, portanto, eram realizadas grandes festividades, associadas às ocasiões como ascensão de soberanos, nascimento ou casamento de membros da família real, entrada solene de bispos ou procissões comemorativas da Igreja católica. Tais comemorações podem ser definidas com a bajulação excessiva às autoridades, um gongorismo literário e uma subserviente exaltação, e fazem parte da história política, religiosa, social e folclórica do Brasil.
As grandes festas oficiais barroco-rococós do Brasil colonial parecem ser uma das raízes do carnaval brasileiro e, principalmente, do carnaval carioca, com suas minifestações de arquiteturas efêmeras, de teatro, de coreografia e de música.

## Obra

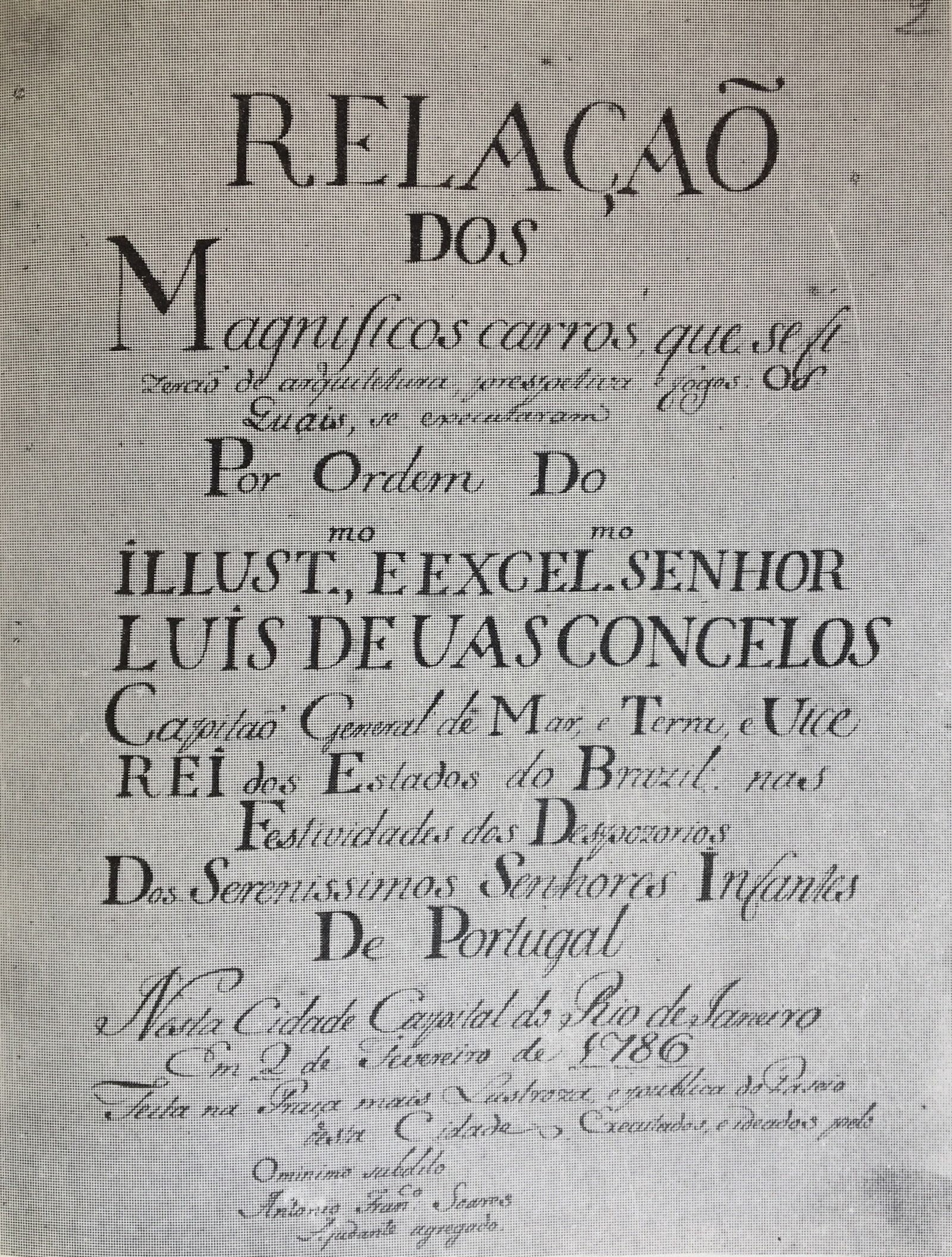
Folha de rosto do manuscrito original

Para uma publicação dedicada a Luís de Vasconcelos e Sousa, foi preparado um manuscrito com o título, conforme sua ortografia original, de:
"Relacão dos Magníficos carros, que se fizerão de arquitetura, prespectiva; e fogos: os quais, se executaram Por Ordem Do Illustᵐᵒ., E. Excelᵐᵒ. Senhor Luis de Vasconcelos Capitão General de Mar e Terra, e Vice Rei dos Estados do Brazil, nas Festividades dos Despozorios Dos Serenissimos Senhores Infantes De Portugal Nesta Cidade Capital do Rio de Janeiro Em 2 de fevereiro de 1786 Feita na Praça mais Lustroza e publica do Paseio desta cidade Executados, e ideados pelo O minimo subdito Antonio Franᶜᵒ Soares Ajudante agregado".
Tal documento é a principal fonte de informações existente sobre as obras realizados por Soares.

### Portadas
O texto começa descrevendo duas portadas ou frontispícios de estilo rococó.

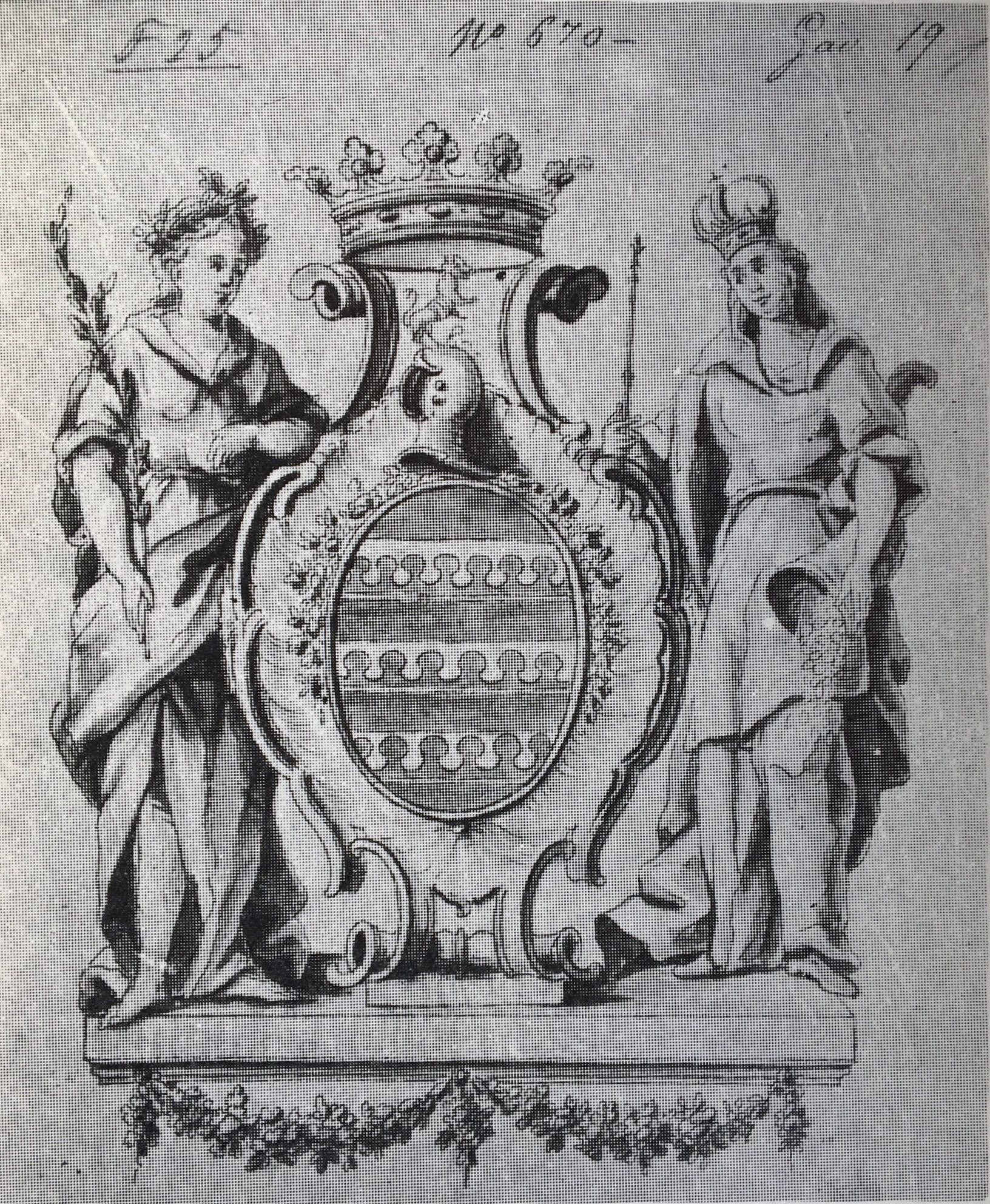
Portada apresentando as armas de Vasconcelos desenhada em aguada de nanquim monocrômico

A primeira consiste em um cartucho barroco com as armas dos Vasconcelos em seu interior: "de negro com três faixas veiradas e contra veiradas de prata e de vermelho que é de Vasconcelos". Duas figuras femininas ladeiam o cartucho, uma carrega na mão direita um ramo, enquanto a outra, coroada, segura um cetro com a mão direita e uma cornucópia com a mão esquerda. Sobre as armas um elmo, um leão e uma coroa de marquês, resultando em uma composição que remete um brasão.

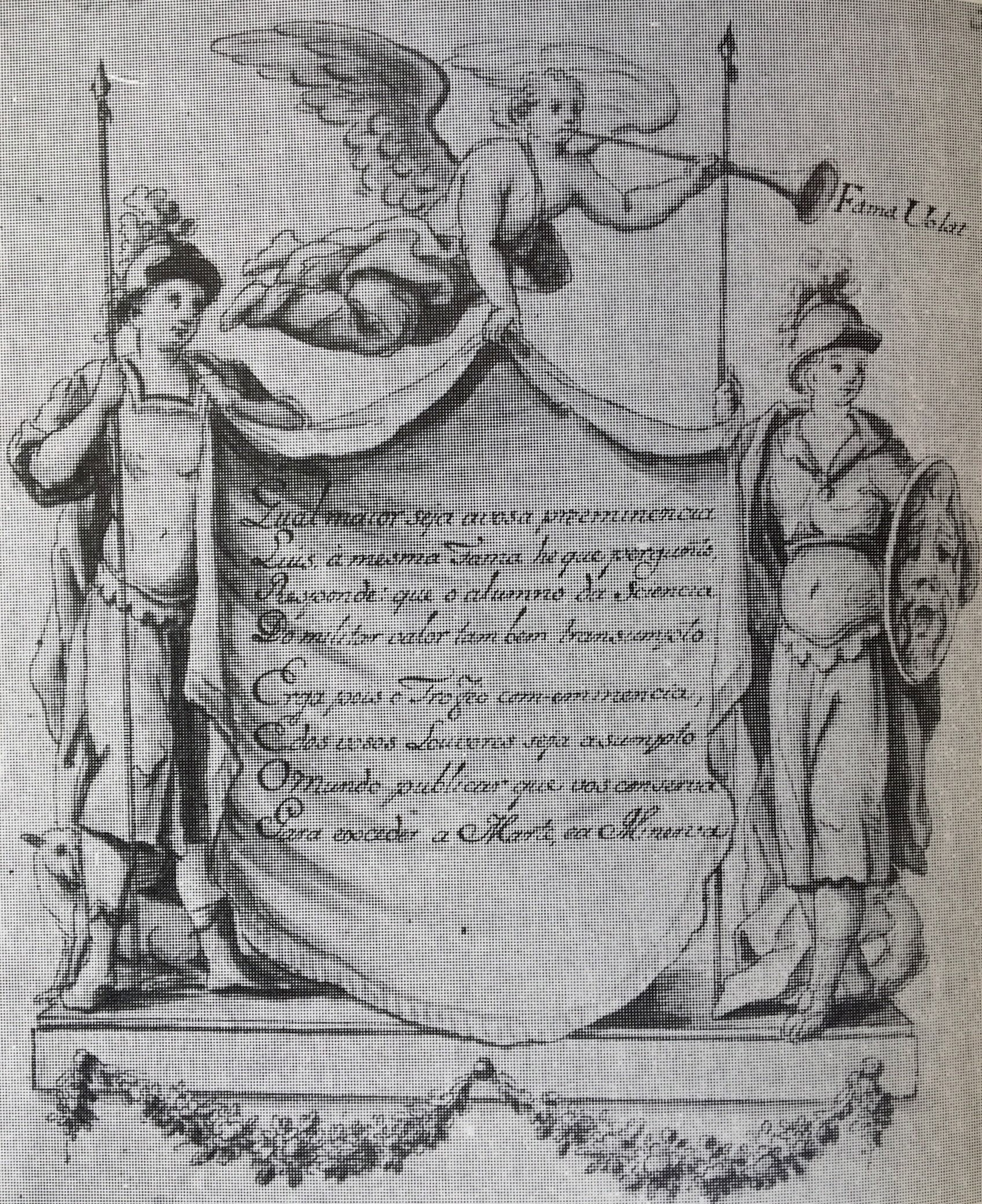
Portada apresentando um texto laudário dedicado ao vice-rei

A segunda apresenta duas figuras masculinas e uma figura alada que seguram um manto com os seguintes quartetos:
"Qual maior seja a vossa preeminencia
Luis, á mesma Fama he que me pergunto.
Responde: que o alumno da Sciencia
Do militar valor tambem transumpto"
e
"Erga pois o Trofeo com eminencia,
E dos Vosos Loucores seja asunpto
O mundo publicar que vos conserva
Para exceder a Marte, e a Minerva".
Da trombeta que a figura alada carrega sai a expressão "Fama volat".

### Sonetos
Antônio Francisco Soares escrevia sonetos como o a seguir, considerado típico para a época.
"O vosso nome Luiz
hum claro enigma produs,
pois tirando o 'I', sois Lus
e tirando o 'U' sois Liz
Estes dois carateres quiz,
que para os vossos louvores
fosem fieis mostradores
de que sois com energia
flor de Liz, na bizarria,
Lus do Sol, nos resplandores"

### Carros alegóricos

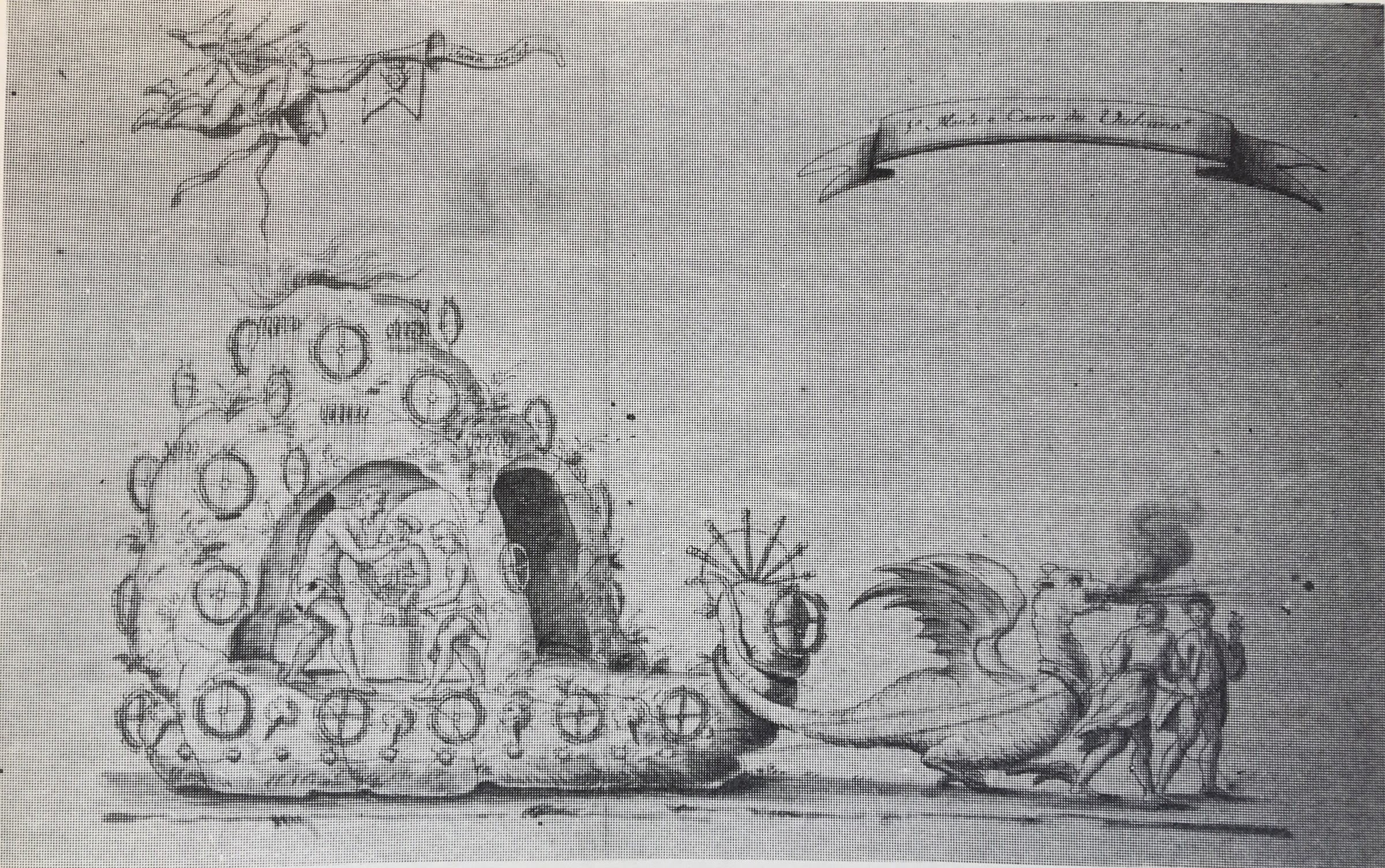
Ilustração do carro de Vulcano

Foram feitos seis carros alegóricos para as festividades oficiais realizadas no Passeio Público e Lapa, comemorativas dos casamentos arranjados dos infantes portugueses D. João VI e Da. Mariana, sua irmã, com os infantes espanhóis Da. Carlota Joaquina e seu tio, D. Gabriel.
O primeiro, de Vulcano, era formado por uma montanha de 5,06 metros de altura por 2,64 de largura, revestida por musgos, gravatás e pequenas árvores. Do topo saíam chamas e nas laterais havia três aberturas que evidenciavam o interior, onde era possível ver Vulcano e seus ciclopes trabalhando em uma forja. Suspensa, uma figura alada leva em sua mão esquerda uma trombeta com o dístido "Fama volat", na direita raios e na cabeça uma coroa de louros. O carro era puxado simbolicamente por uma serpente de 2,64 metros de comprimento e 1,10 de altura, com asas abertas e cauda enlaçada no carro. Cuspia fogo pela boca,  era coberta por escamas e movia a cabeça e os membros. Dentro do veículo tocavam músicos que não podiam ser vistos do exterior.

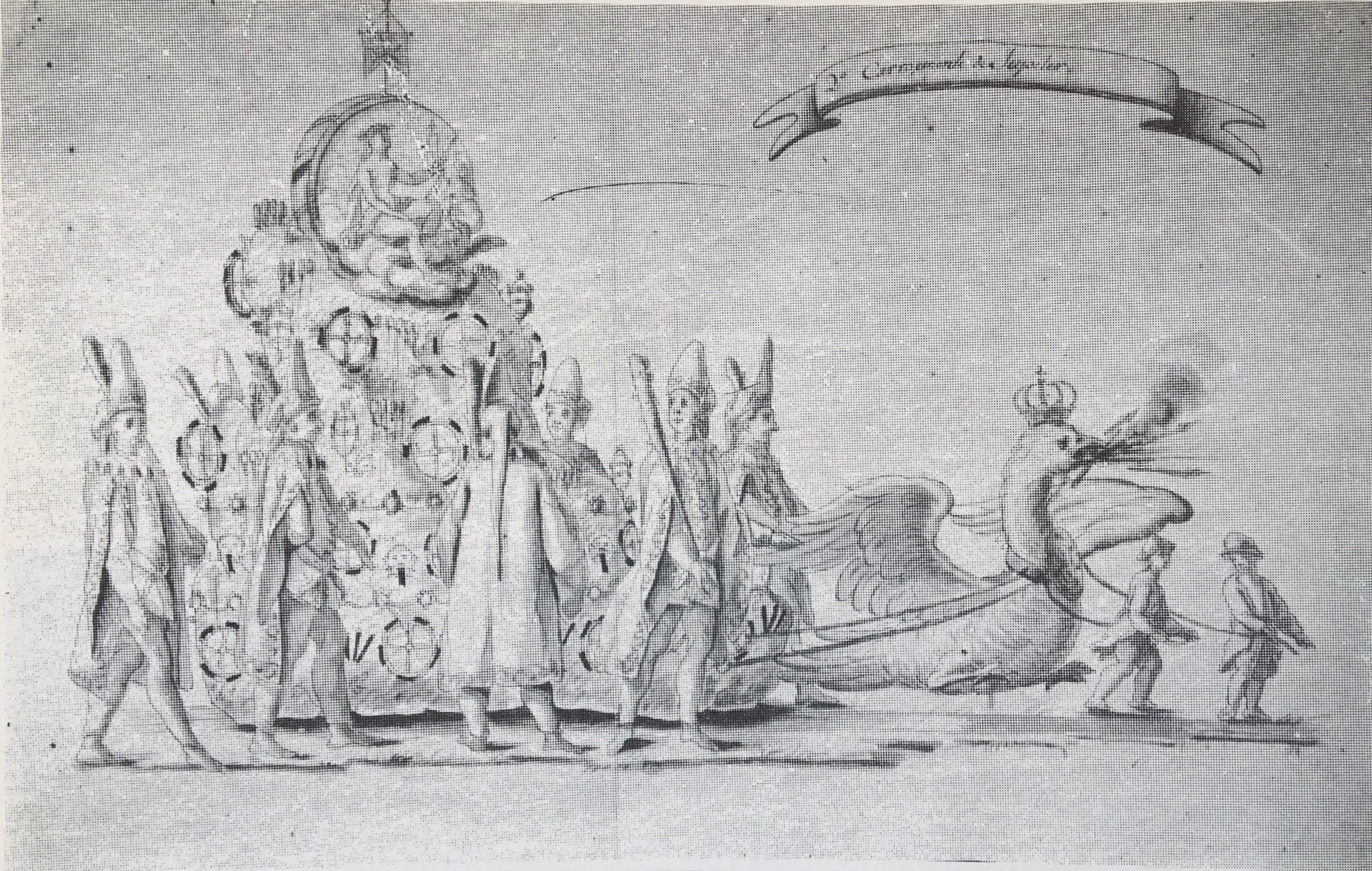
Ilustração do carro de Júpiter

O carro se deslocava em direção à frente do palanque do vice-rei, onde Vulcano recitou uma versalhada gongórica. A seguir 16 bacantes vestidos em cor de carne e carregavam folhas fizeram uma contradança ao som de quatro orquestras. Depois começaram os fogos de artifício e a fogueteria, em letras de fogo leu-se "Vulcano alegre respira". De dentro da montanha saíram vários personagens, porém, pelo desenho presente no manuscrito, não é possível entender como lá estavam.

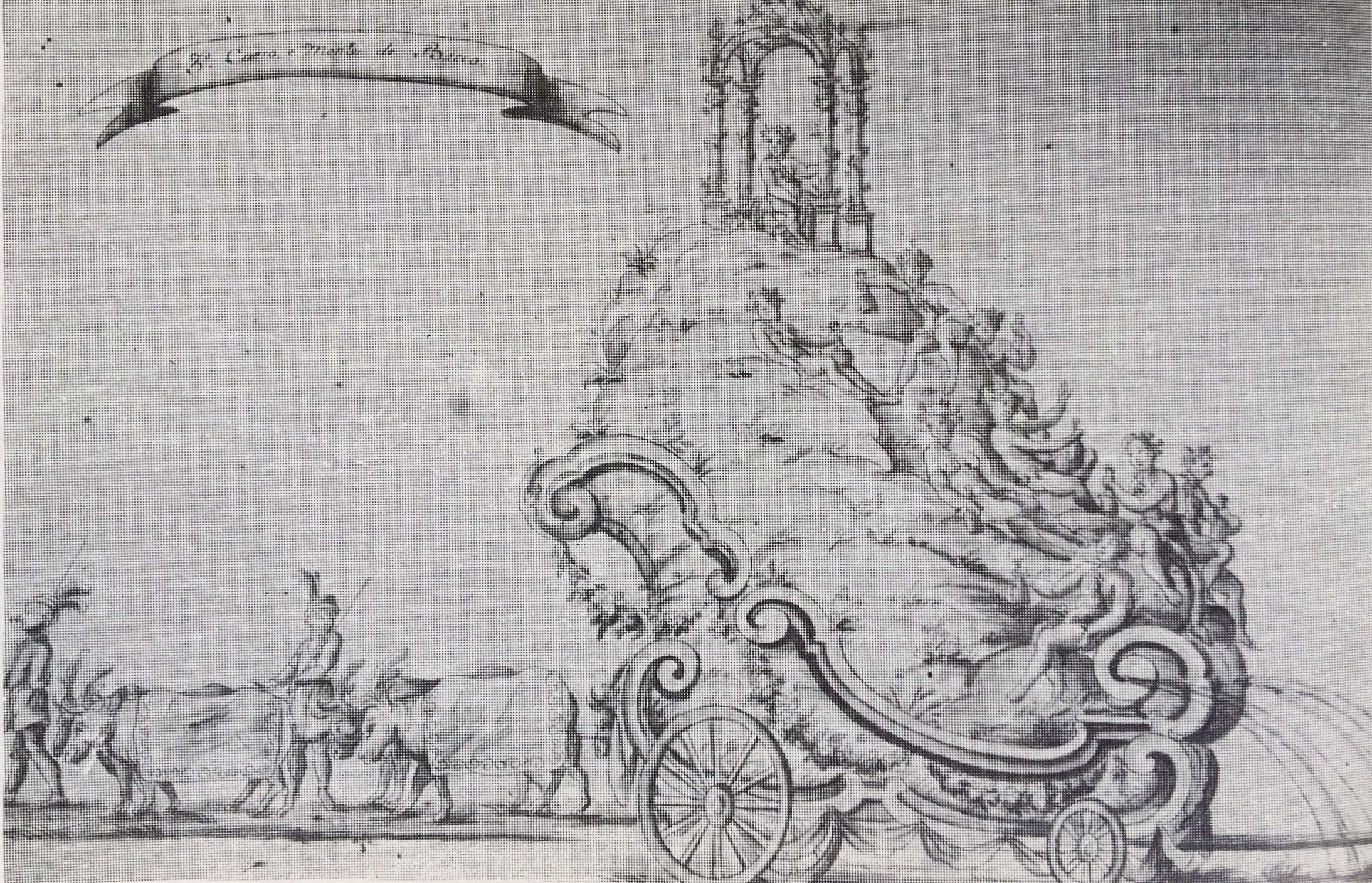
Ilustração do carro de Baco

Feito para a segunda noite, o segundo carro, de Júpiter, media 2,64 metros de largura, 5,06 de comprimento e 3,30 de altura e em cima uma esfera de 1,54 metros de diâmetro. Era um monte revestido por árvores e flores campestres. Sobre a esfera ia um troféu com as armas reais e duas palmas com dois corações e dentro ia, oculto, Júpiter. A alegoria era conduzida por uma águia de 2,64 metros de comprimento por 1,10 de altura, com asa abertas. Cuspia fogo e movia o pescoço, levava uma coroa imperial dourada na cabeça e no peito as armas reais. O monte era acompanhado por gigantes de 3,08 metros de altura que usavam roupas de diversas cores com bordados, um alto chapéu com panos caídos até a cintura, mangas largas e compridas, calças largas e justas até o meio da perna, casaco até os joelhos, pernas de pau e carregavam maçãs nas mãos. Dentro do monte ia a música.
Em frente ao palanque do vice-rei, os gigantes tentam assaltar o monte e despedaçam a esfera, revelando Júpiter, vestido em cor de carne com uma coroa de ouro e a mão cheia de raios. Júpiter declama uma versalhada e vence os gigantes. De dentro do monte saíram 16 figuras que dançaram ao som das quatro orquestras. Depois começaram os fogos de artifício e a fogueteria, em letras de fogo leu-se "A Luís se deve tudo".

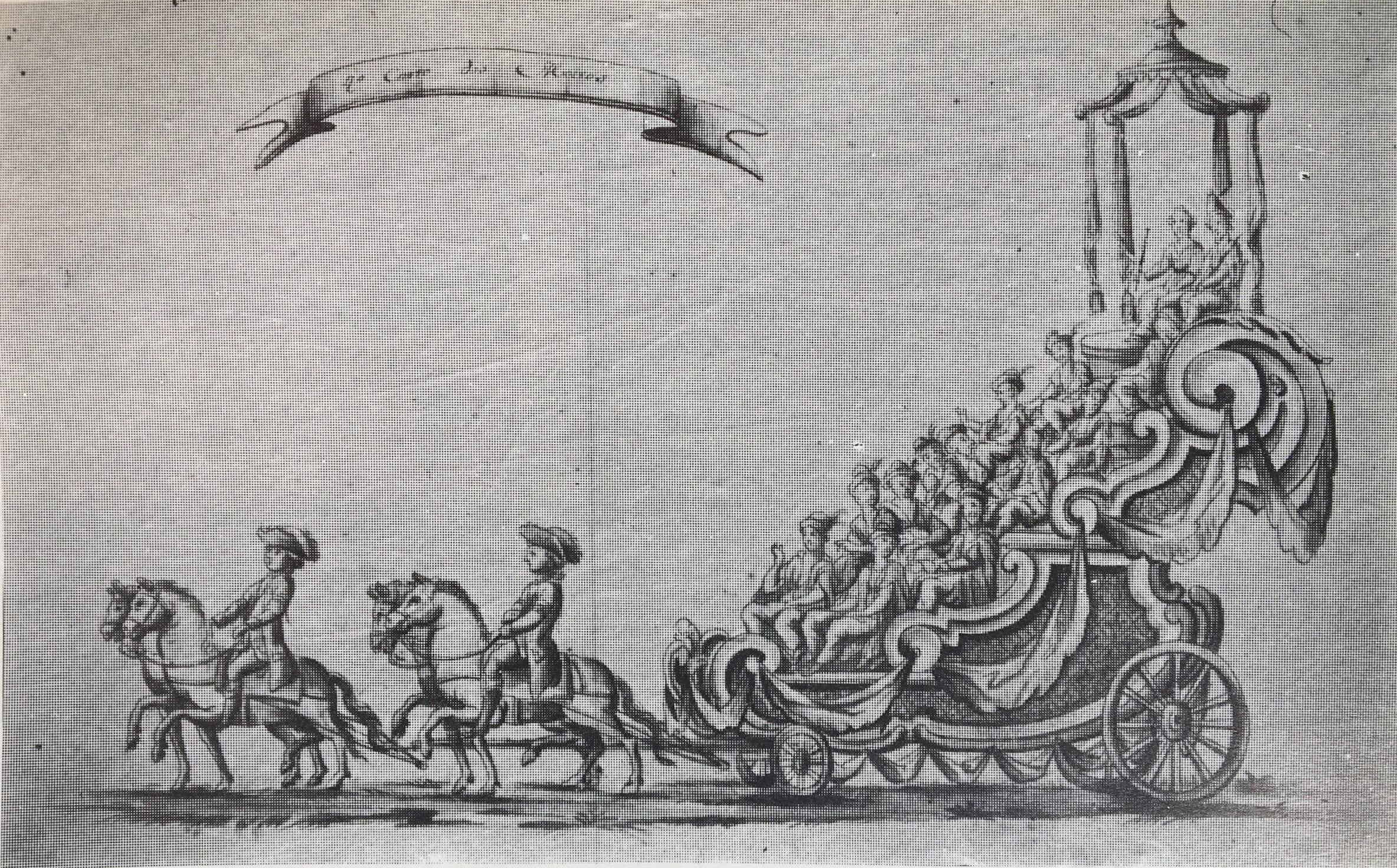
Ilustração do carro dos mouros

Para a terceira noite foi feito o terceiro carro, de Baco, com 5,06 metros de comprimento, 2,64 de largura de popa, 1,76 de proa e 11,00 de altura. O veículo era composto predominantemente por um monte revestido por árvores silvestres e flores, dividido em oito degraus, nos quais iam sentados os sátiros, todos com vinho em mãos, coroados, com vestidos justos cor de carne e envolvidos por folhas de parras e de eras. No último degrau estava Baco, dentro de um nicho de planta quadrada, formado por quatro colunas sobre pedestais que sustentavam uma abóbada sobre arcadas, tudo ornamentado por ramos de parreira e cachos de uva. Em cima, uma cegonha com uma cobra no bico. A alegoria era puxada por três duplas de bois cobertos por mantas coloridas e enfeites de flores nas cabeças. Ocultos iam músicos.
Baco recitava uma versalhada gongórica e os sátiros entornavam a bebida, que se derramava no chão por bicas acopladas ao carro. Ao fim, os sátiros desciam do veículo e dançavam "de mais gosto que os dois grupos antecedentes, ao som de música das quatro orquestras da platéia".

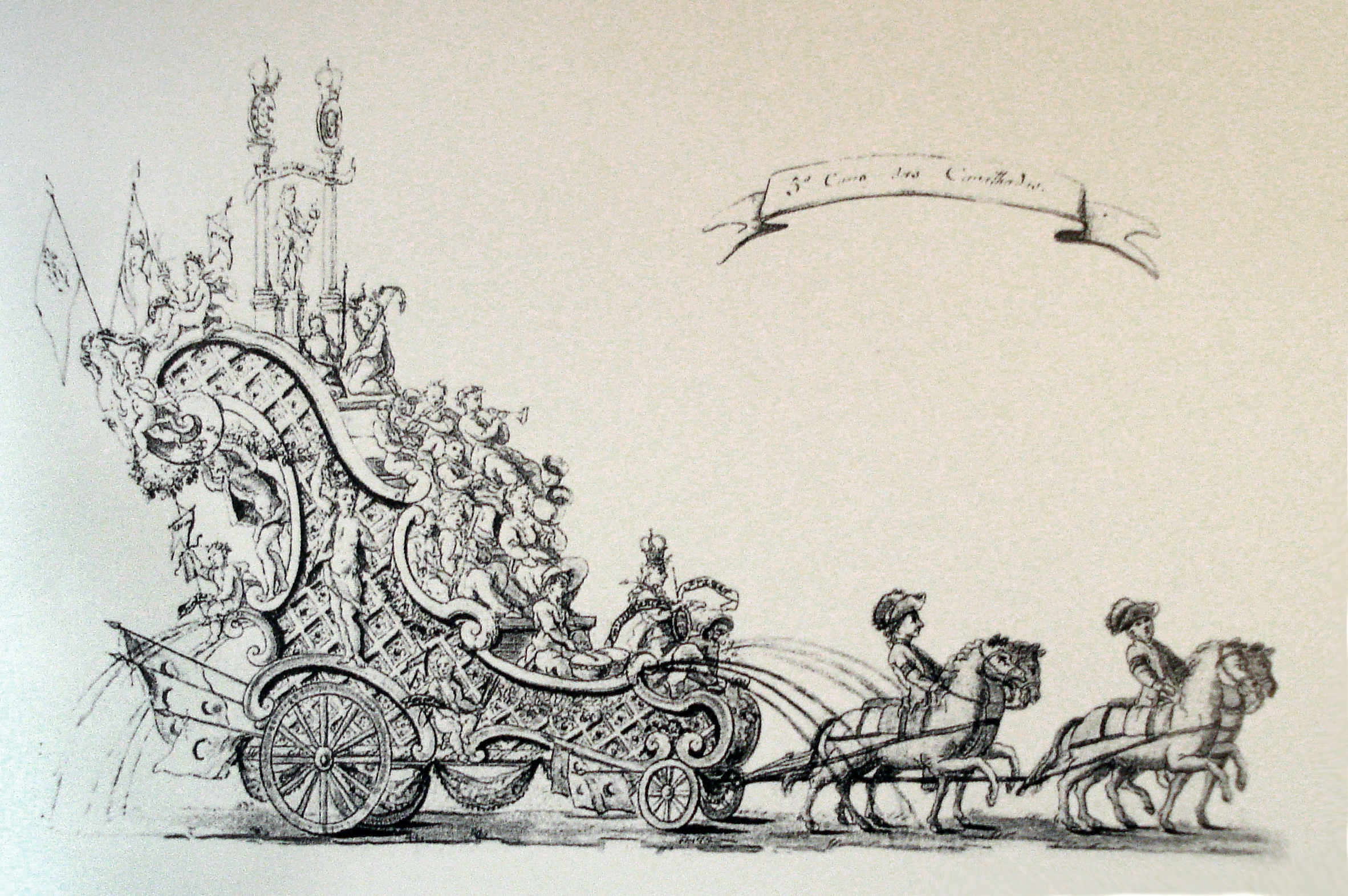
Ilustração do carro das cavalhadas sérias

O quarto, dos mouros, tinha 8,84 metros de comprimento, 3,96 de altura, 2,20 de largura na popa e 1,32 na proa, feito de madeira recortada.em forma similar a uma carruagem. No topo estavam o imperador e a imperatriz sentados em tronos sob uma cobertura sustentada por quatro colunas. Nos cinco degraus mais baixos iam sentados e dançavam os mouros. Todos se vestiam à mourisca, os imperadores também vestiam as mais ricas sedas de variadas cores, ornatos de pérolas e turbantes adornados de sedas, plumas e pérolas. O carro era puxado pelos cavalos do vice-rei montados por cocheiros vestidos com libré. 

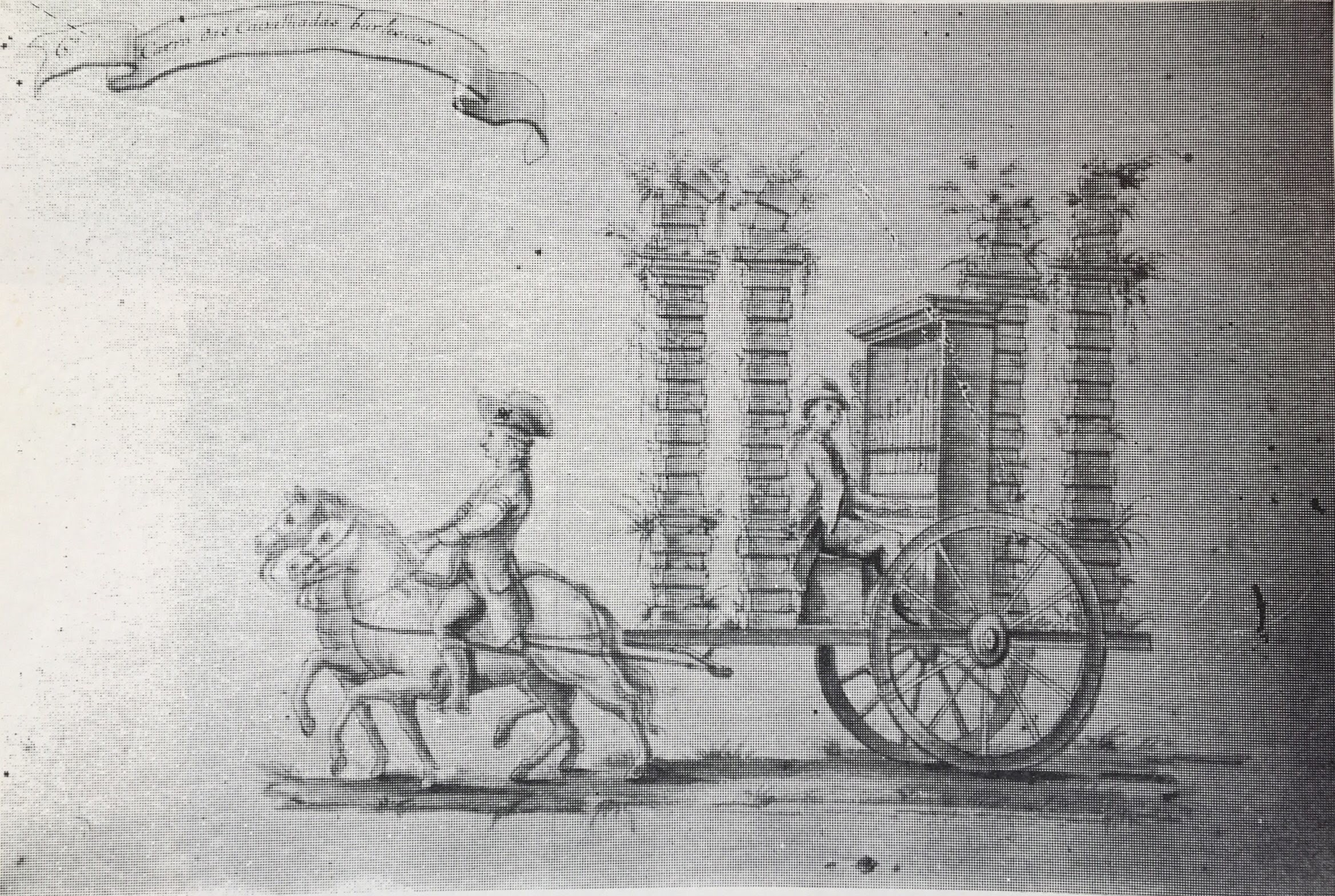
Ilustração do carro das cavalhadas burlescas

O quinto, das cavalhadas sérias, foi o mais importante e rico dos carros barrocos e alegóricos dos festejos. Era um veículo de 11,00 metro de altura em forma de um monte com degraus, onde iam músicos ricamente vestidos, troféus, escudos, bandeiras. No último degrau ía o templo do Himeneu, deus grego do casamento, cujas colunas apresentavam os brasões de Portugal e da Espanha. A alegoria era decorada com dourados, veludo, seda, cetim, fitas e laços. Era puxado por cavalos brancos e ladeado por 24 cavaleiros montados, de nobres famílias, vestidos de cetim branco com bandas azuis, seguido pelos criados, pagens e escudeiros. Finalizavam a comitiva homens vestidos ricamente e quatro carroças que transportavam equipamentos para cavalhadas.
O carro marchou pela cidade até o local dos festejos, onde, em sua entrada, abriu-se uma esfera, revelando a figura do Himeneu, ao mesmo tempo em que doze bicas passaram a derramar água durante o percurso.
Logo em seguida, passou o sexto carro, das cavalhadas burlescas, uma alegoria jocosa de arquitetura em ruínas, com partes quebradas, limos e musgos e um belo órgão em seu centro. Era acompanhado por 24 cavaleiros, metade vestidos de doutores e a outra de viúvas, todos oficiais militares e nobres, montados nos menores cavalos que se puderam encontrar. Em frente ao veículo ia um cavaleiro vestido de doutor montado em um asno de pequena estatura, vestido com anquinhas, saia, brincos e uma lamparina em sua cabeça.
Após as continências e cortejos ao vice-rei, principiaram as escaramuças e cavalhadas, e desta forma os festejos terminaram.